# Ce Roser
Cecilia Roser, más conocida como Ce Roser, va néixer a Filadèlfia, Pennsilvània el 1925. Roser es una artista que ha estat activa a Nova York des dels anys seixanta. Roser va estudiar amb el cal·lígraf japonès Hidai Nankoku, posteriorment, Roser va transferir l'experiència de representar personatges abstractes sobre paper a la pintura sobre tela. Roser i Cynthia Navaretta van fundar Women in the Arts (WIA) com a protesta contra el masclisme de les galeries d'art.

## Exposicions individuals seleccionades
- Ingber Gallery, NovaYork (1986, 1983, 1981, 1980, 1977)
- Galeria Elaine Benson, Long Island (1985,1981, 1971)
- Ruth White Gallery, Nva York (1967, 1964, 1961)